# Падеревский, Игнаций Ян
Игна́ций Ян Падере́вский (пол. Ignacy Jan Paderewski; 6 (18) ноября 1860, село Куриловка, Подолье — 29 июня 1941, Нью-Йорк) — польский пианист, композитор, государственный и общественный деятель, дипломат. С января по декабрь 1919 года занимал пост премьер-министра и министра иностранных дел Польши. Рыцарь Большого Креста ордена Британской империи.

## Биография
Будущий музыкант родился в селе Куриловка на Подолье (ныне — в Хмельницком районе Винницкой области Украины) в семье крестьянина Яна Падеревского и Поликсены Новицкой, умершей вскоре после рождения сына. Ранние годы Падеревский провёл с отцом и сестрой в поместье под Житомиром, однако после ареста отца по подозрению в участии в Польском восстании 1863 года его взяла на воспитание тётка. Вскоре Ян Падеревский был освобождён и, женившись во второй раз, вместе с семьёй переехал в село Судилков (близ Шепетовки), бывшее тогда городом, где смог устроиться на постоянную работу.
К этому времени относятся первые музыкальные опыты Падеревского-младшего. Он брал уроки игры на фортепиано у Петра Совинского, но в основном был самоучкой. Прирождённый талант и большое трудолюбие позволили ему быстро добиться значительных успехов, и летом 1872 года он смог поступить в Варшавский институт музыки (ныне Варшавская консерватория), который окончил в 1878 году (ученик Юлиуша Яноты, Павла Шлёцера, Рудольфа Штробля). В последующие несколько лет Падеревский жил в Варшаве, зарабатывая на жизнь преподавательской и композиторской деятельностью. В 1880 году он женился на Антонине Корсак, но через год она умерла, а родившийся сын Альфред оказался инвалидом. Чтобы пережить эти события, Падеревский принял решение полностью посвятить себя музыке, и в конце 1881 года уехал в Берлин, где брал уроки композиции у Фридриха Киля и Генриха Урбана, а также познакомился с Рихардом Штраусом и Антоном Рубинштейном. Последний, отметив дарование Падеревского, посоветовал ему продолжать карьеру пианиста и композитора, и в 1884 году Падеревский переехал в Вену, где стал учеником Теодора Лешетицкого. Некоторое время пианист был профессором консерватории в Страсбурге, а затем он вновь возвратился в Вену, где в 1887 году состоялся его первый сольный концерт.

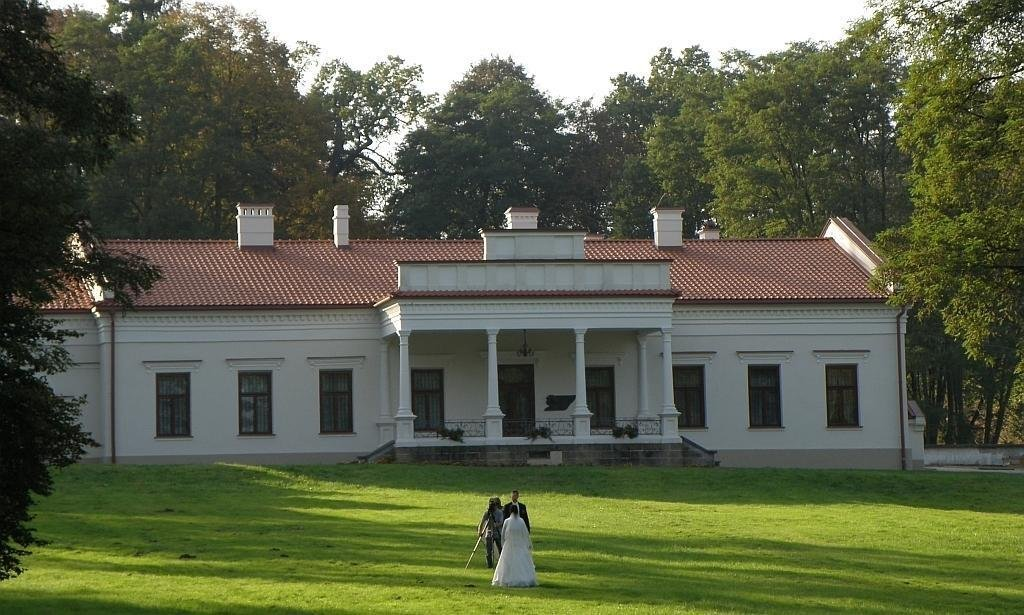
Замок Игнация Падеревского около Тарнува, купленный им в 1897 году

Вскоре имя музыканта получило широкую известность, в 1889 году прошли его концерты в Париже, на одном из них публика вызывала его на бис в течение часа. Год спустя с не меньшим успехом Падеревский выступает в Лондоне, а ещё через год — в Соединённых Штатах. Благодаря своему выдающемуся мастерству (которое было следствием напряжённой работы, проводимой при подготовке к концертам), Падеревский стал культовой фигурой музыкального общества, везде встречая тёплый приём. Публику привлекала не только музыкальная составляющая исполнения Падеревского, но и его яркий, вызывающий, гипнотический внешний вид. Критики признавали его одним из наиболее выдающихся музыкантов своего времени, несмотря даже на то, что его трактовка сочинений была зачастую весьма смелой с точки зрения динамики и темпов.
В 1897 году Падеревский купил усадьбу «Рион-Боссон» неподалёку от города Морж на берегу Женевского озера в Швейцарии. Там он проводил дни отдыха между концертами. Два года спустя музыкант женился на Елене Гурской, добившейся ради этого развода с первым мужем, скрипачом Владиславом Гурским. Заработав к тому времени достаточно большое состояние, пианист приобрёл ещё одно поместье в Польше и стал вести жизнь «светского льва», в то же время не переставая концертировать по всему миру (в 1904 году он посетил даже Новую Зеландию). Значительную часть своих гонораров он тратил на благотворительность.

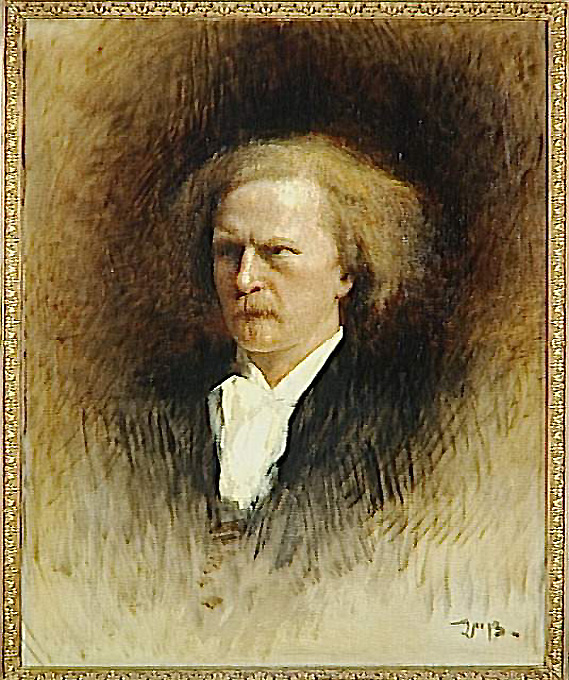
Портрет Падеревского работы Леона Бонна

Падеревский получил известность и в качестве композитора — его опера «Манру» была с большим успехом поставлена в Европе (премьера состоялась 29 мая 1901 в Дрездене) и США (это единственная в истории польскоязычная опера польского композитора, исполненная в театре Метрополитен-опера). В 1907 году, на время прекратив выступления, Падеревский заканчивает ряд крупных сочинений, в том числе Симфонию h-moll, однако в 1909 году, вернувшись к концертной деятельности, он пережил очередной творческий кризис. Позднее в своих воспоминаниях пианист написал: «Я не хотел играть… для меня это была пытка».
С начала 1910-х годов Падеревский начал участвовать в политической жизни Польши, поддерживал идею о её независимости и для этого переводил часть гонораров от своих концертов. В 1913 году его сольный концерт в Карнеги холле стал сенсацией и был высоко отмечен критикой. После этого успеха Падеревский сделал несколько гастрольных турне по городам Америки и, заработав значительное состояние, купил имение в Калифорнии, где занялся виноградарством и виноделием . Однако с началом Первой мировой войны вернулся в Европу, где стал одним из членов Польского Национального комитета в Париже, который вскоре был признан представителем Польши при Антанте. Он также принимал участие в создании аналогичных политических и общественных организаций в других городах, в том числе Лондонского фонда помощи. Ораторский дар и яркая харизма позволили Падеревскому убедить президента США Вудро Вильсона объявить одной из заявленных целей при вступлении в войну независимость Польши, однако поддержка не понадобилась, так как к концу войны три державы, делившие Польшу между собой, распались, и она получила самостоятельность. В этот период Падеревский должен был стать посредником между поддерживавшимся Антантой «правительством Польши в изгнании» и новым главой государства Юзефом Пилсудским, и в январе 1919 года последний назначил его премьер-министром. На этой должности он пробыл менее года, однако успел поучаствовать в Парижской мирной конференции.
После этого политическая карьера Падеревского была сравнительно недолгой: условия договора были далеко не самыми благоприятными для Польши, и музыкант, поняв, что не сможет разобраться во всех политических тонкостях и опасностях, которые он сулил, подал в отставку в декабре 1919 года. Летом следующего года, когда войска Красной Армии двигались в варшавском направлении, Падеревский участвовал в Конференции послов, являвшейся по сути продолжением Парижской конференции, однако, вновь разочаровавшись в перспективах развития Польши, которые предлагала Антанта, окончательно ушёл из политики, вернувшись после 1922 года к концертам.
Первое после долгого перерыва выступление пианиста состоялось в Карнеги-холле и имело огромный успех. В рамках концертного тура по США музыкант дал ещё ряд концертов, всюду собирая полные залы. После этого он вернулся в Рион-Боссон, но уже в 1926 году, узнав о произошедшем в Польше Майском перевороте под предводительством Пилсудского, вновь заявил о своей активной политической позиции и выступил против Санации. В усадьбе Падеревского была подписана декларация членов оппозиции, получившей название «Моржский фронт» (по имени города).
В 1936 году снялся в фильме «Лунная соната», посвящённом его исполнительскому искусству.
В 1935—40 гг. Падеревским (вместе с Л. Бронарским и Ю. Турчиньским) было подготовлено к публикации Полное собрание сочинений Шопена, увидевшее свет в Варшаве в 1949—58 годах, а позднее, в 1970-е, перевыпущенное Польским музыкальным издательством в Кракове. 
Преподаванием музыкант занимался мало. Наиболее известным его учеником стал польский пианист Витольд Малцужиньский, завоевавший вторую премию на Конкурсе имени Шопена. На рубеже 1920—1930-х гг. в усадьбу Падеревского приезжала брать уроки группа польских пианистов, в которую входили, в частности, Зыгмунт Дыгат, Александр Брахоцкий, Хенрык Штомпка. В более ранний период под руководством Падеревского занимались в Париже Зыгмунт Стоёвский и Антонина Шумовская.
После Польской кампании 1939 года восьмидесятилетний Падеревский решил вновь вернуться к активной общественной деятельности. В 1940 году он вошёл в состав польского правительства, находившегося в Лондоне, и возродил свой Фонд. Чтобы обеспечить его деньгами, музыкант вновь отправился в концертные туры по США, во время одного из которых он заболел воспалением лёгких, от которого и умер 29 июня 1941 года в Нью-Йорке.
Падеревский был похоронен на Арлингтонском национальном кладбище, а 5 июля 1992 года его останки были перевезены в Варшаву и торжественно перезахоронены в соборе Святого Иоанна.

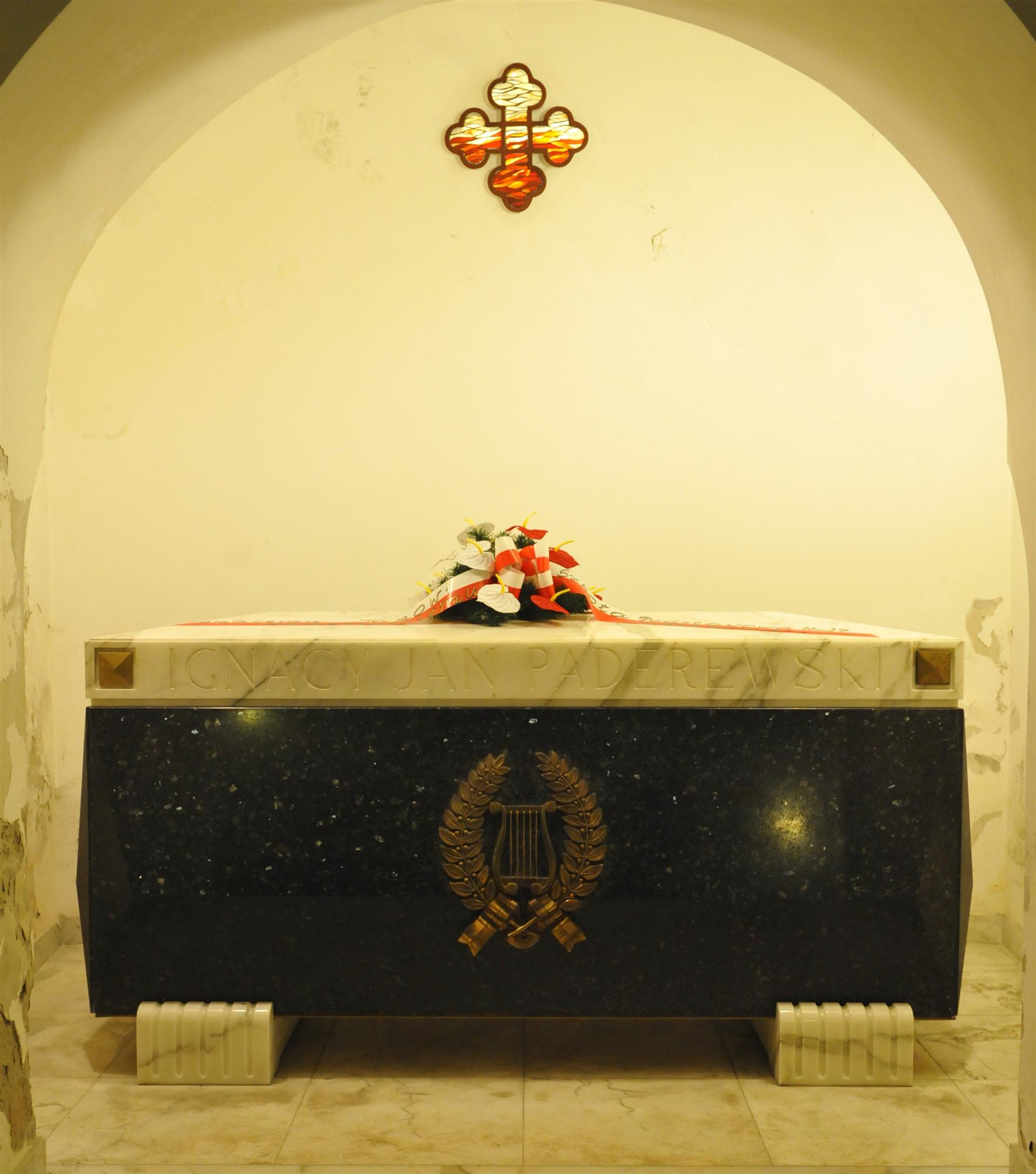
Саркофаг Падеревского в соборе Святого Иоанна в Варшаве

## Творчество

### Композиция

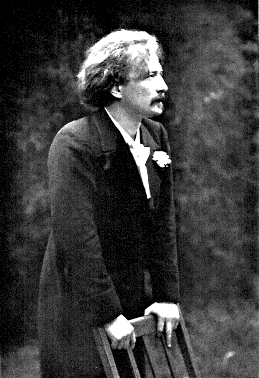
Игнаций Падеревский

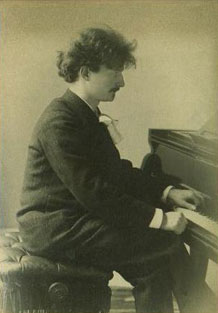
Игнаций Падеревский за роялем

Сочинять небольшие пьесы Падеревский начал ещё в юношеском возрасте, но уже в произведениях конца 1870-х (Скрипичная соната, «Песни странника») начинает проявляться его индивидуальный композиторский стиль в духе позднего романтизма. Первые крупные сочинения Падеревского — Фортепианный концерт, написанный и впервые исполненный в 1889 году, а также Фантазия на польские темы для того же состава, созданная четырьмя годами позднее, сперва имели успех, в основном, благодаря тому, что Падеревский сам блестяще их исполнял, но к 1930-м годам ушли в неизвестность, в чём немалую роль сыграла незрелая, сырая гармонизация и излишняя высокопарность изложения обоих произведений. Творческая активность Падеревского затем проявлялась в течение коротких периодов, связанных с перерывами в его интенсивной концертной деятельности. Одним из таких периодов был 1903 год, когда композитор окончил Фортепианную сонату, Двенадцать романсов на стихи Катюля Мендеса и Вариации и фугу — одно из лучших своих сочинений.
Крупнейшее оркестровое сочинение Падеревского — Симфония h-moll — было начато в 1903 году, однако работу над ним композитор возобновил лишь в 1907—1908 годах, когда в очередной раз отошёл от концертов. Симфония не пользовалась большой популярностью: написанная в национально-романтическом духе и отмеченная некоторым стилистическим непостоянством, она казалась неким анахронизмом на фоне бурно развивавшейся европейской музыкальной культуры начала XX века. Сочинение длится семьдесят минут, в нём отображены различные эпизоды польской истории. Общеевропейское уважение к Падеревскому позволило этой симфонии, тем не менее, некоторое время оставаться в репертуаре оркестров и получать одобрительные отзывы критиков.
Своим важнейшим сочинением сам Падеревский считал оперу «Манру». Начав работу над ней в 1893 году, он завершил её в 1901 году, премьера состоялась 29 мая в Дрездене. Опера написана на либретто Альфреда Носсига по роману Юзефа Крашевского «Дом за деревней» («Chata za wsią») и повествует о любви молодого цыгана к польской крестьянке. Как и в случае с симфонией, после успешных первых представлений публика потеряла интерес к опере из-за недостатка драматизма в её музыке. Композитор не смог полностью реализовать решение сюжета, основанного на проблеме расовых и культурных конфликтов, которая в начале XX века стала весьма актуальной.

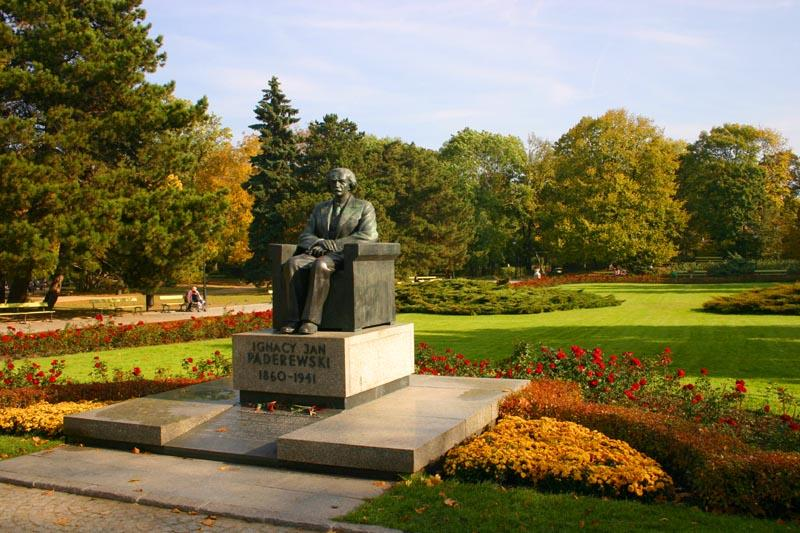
Памятник Падеревскому в Варшаве

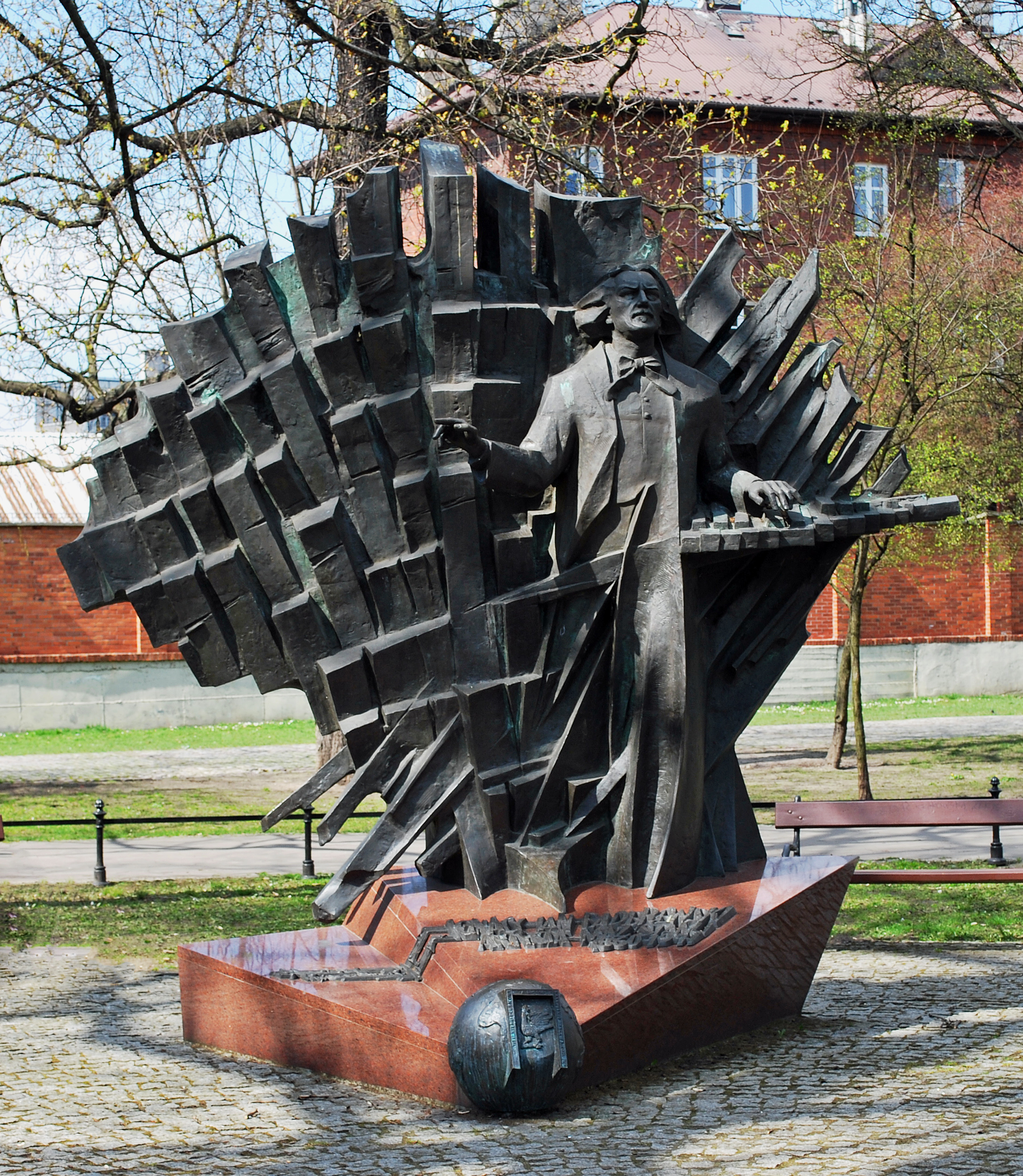
Памятник Падеревскому в Кракове

## Основные сочинения
Опера
- «Манру» (1901)

Оркестровые сочинения
- Симфония h-moll (1903—1908)
- Увертюра Es-dur (1884)
- Концерт для фортепиано a-moll (1882—1888)
- Концерт для скрипки с оркестром (1886—1888, восстановлен в 1991)
- Сюита G-dur для струнных (1884)

Сочинения для фортепиано
- Соната es-moll (1887—1903)
- Вариации и фуга es-moll (1885—1903)
- Вариации и фуга a-moll (1883)
- Прелюдии
- Сюита Es-dur
- Интродукция и токката
- Вальсы, мазурки, полонезы, менуэты, краковяки и др.

Камерные сочинения
- Соната для скрипки и фортепиано a-moll (1885)
- Песня и Романс для скрипки и фортепиано (начало 1880-х)
- Вариации и фуга для струнного квартета (1884)

Вокальные сочинения
- Песни для голоса и фортепиано на слова польских поэтов
- Хоры для мужских голосов a capella и в сопровождении духового оркестра

## Память
- Скарышевский парк имени Игнация Яна Падеревского в Варшаве (Park Skaryszewski im. Ignacego Jana Paderewskiego w Warszawie)
- Аэропорт имени Игнация Яна Падеревского в Быдгоще (Port lotniczy im. Ignacego Jana Paderewskiego)

## Киновоплощение
- 1943 — «Миссия  в Москву» (США) — Эмиль Рамо[нем.]